# Enhanced Compressed Wavelet
El formato Enhanced Compression Wavelet (ECW) es formato de archivo privativo para imágenes raster desarrollado por la empresa Earth Resource Mapping (en la actualidad propiedad de Leica Geosystems) y que presenta unos ratios muy altos de compresión, desde 10:1 hasta de 50:1, mediante el uso de técnicas de ondículas. Como consecuencia de esto se reduce considerablemente el tamaño de los archivos, manteniendo una alta calidad gráfica y permitiendo una rápida compresión y descompresión mediante un uso escaso de la memoria RAM.
Este formato (*.ecw) es ampliamente utilizado en geomática en software de procesamiento de imágenes digitales dado que, además de sus ventajas de compresión y rapidez de carga, preservar la georreferenciación de la imagen mediante un archivo de cabecera con extensión .ers.

## Técnica de compresión del formato
El estándar ECW 2.0 comprime transformando las imágenes al espacio wavelet usando la Transformada Discreta de Wavelet (DWT) multinivel. A continuación reduce la cantidad de información de la imagen mediante cuantización, para seguidamente comprimir las imágenes del espacio wavelet. La imagen comprimida ECW se procesa línea a línea directamente a partir de la imagen original. 
La técnica de compresión ECW puede comprimir imágenes de cualquier tamaño usando un algoritmo recursivo de segmentación que no precisa del uso de almacenamiento en disco mientras se realiza la DWT.
Los formatos de archivos ráster de compresión de ondículas, como JPEG 2000, ECW y MrSID, suelen tener pirámides de imágenes internas para mejorar su rendimiento y acelerar su visualización.